# Белоярское городское поселение
Белоя́рское городско́е поселе́ние — муниципальное образование (городское поселение) в Верхнекетском районе Томской области, Россия. В состав поселения входит 2 населённых пункта — рабочий посёлок Белый Яр и деревня Полуденовка. Население — 8,1 тыс. чел. (по данным на 1 августа 2012 года), 8010 чел. (2021).

## География
Городское поселение находится на юге Верхнекетского района. По территории поселения протекает ряд рек, самые крупные из них — Кеть и Полуденовка. Расстояние между обоими населёнными пунктами, образующими поселение, составляет 12 км.

## Население
| 2002  | 2010  | 2012  | 2013  | 2014  | 2015  | 2016  |
| ----- | ----- | ----- | ----- | ----- | ----- | ----- |
| 8357  | ↘8111 | ↗8147 | ↗8260 | ↘8232 | ↗8241 | ↘8224 |
| 2017  | 2018  | 2019  | 2020  | 2021  |       |       |
| ↗8360 | →8360 | ↗8386 | ↗8451 | ↘8010 |       |       |

## Населённые пункты и власть
| Населённый пункт | Население (01.01.2010) |
| ---------------- | ---------------------- |
| р. п. Белый Яр   | 8000                   |
| д. Полуденовка   | 114                    |

Глава поселения — Люткевич Артем Георгиевич. Глава Совета — Светлана Высотина.

## Образование и культура
На территории поселения (точнее — в Белом Яре) находятся следующие образовательные учреждения: филиал Асиновского техникума промышленной индустрии и сервиса, представительство Томского лесотехнического техникума, филиалы ТГАСУ и ТПУ. Система среднего образования представлена тремя общеобразовательными школами — № 1 и № 2, ещё одна школа с корпусом для детского сада открылась 31 марта 2014 года.
Также в поселении работают 3 детских сада, Белоярский районный Дом творчества юных и Белоярская районная Детско-юношеская спортивная школа, на базе которой 8 марта 2011 года открылась детская шахматная школа А. Карпова. На церемонии открытия присутствовал сам международный гроссмейстер, экс-чемпион мира по шахматам Анатолий Карпов.